# Lapptjärnen (Örträsks socken, Lappland, 712262-165109)
Lapptjärnen är en sjö i Lycksele kommun i Lappland och ingår i Öreälvens huvudavrinningsområde.